# Liste der Bodendenkmäler in Winzer (Niederbayern)
Auf dieser Seite sind die Bodendenkmäler in dem niederbayerischen Markt Winzer zusammengestellt. Diese Tabelle ist eine Teilliste der Liste der Bodendenkmäler in Bayern. Grundlage ist die Bayerische Denkmalliste, die auf Basis des Bayerischen Denkmalschutzgesetzes vom 1. Oktober 1973 erstmals erstellt wurde und seither durch das Bayerische Landesamt für Denkmalpflege geführt wird. Die folgenden Angaben ersetzen nicht die rechtsverbindliche Auskunft der Denkmalschutzbehörde.

## Bodendenkmäler in Winzer

### Bodendenkmäler in der Gemarkung Neßlbach
| Lage                | Objekt | Akten-Nr.     | Bild                       |
| ------------------- | --- | ------------- | -------------------------- |
| Neßlbach (Standort) | Untertägige mittelalterliche und neuzeitliche Befunde im Bereich der Burgruine Dobl mit Burgkapelle und vermutlichem Abschnittsgraben.                 | D-2-7244-0115 |                            |
| Neßlbach (Standort) | Mittelalterlicher Burgstall "Burg Flintsberg". | D-2-7244-0116 | Bodendenkmal D-2-7244-0116 |
| Neßlbach (Standort) | Silexabbaurevier des Neolithikums. | D-2-7244-0117 |                            |
| Neßlbach (Standort) | Untertägige neuzeitliche Teile des ehemaligen Schlosses (Meierhof) mit Schlosskapelle.                                                                 | D-2-7244-0177 |                            |
| Neßlbach (Standort) | Station des Paläolithikums, u. a. des Mittel- und Jungpaläolithikums, sowie des Neolithikums.                                                          | D-2-7244-0217 |                            |
| Neßlbach (Standort) | Station des Mittelpaläolithikums. | D-2-7244-0218 |                            |
| Neßlbach (Standort) | Siedlung der späten Latènezeit. | D-2-7244-0219 |                            |
| Neßlbach (Standort) | Siedlung der Chamer Gruppe, Gräber der mittleren Bronzezeit.                                                                                           | D-2-7344-0108 |                            |
| Neßlbach (Standort) | Mittelalterliche und neuzeitliche Vorgängerbauten sowie untertägige neuzeitliche Befunde der katholischen Pfarrkirche St. Peter und Paul mit Kirchhof. | D-2-7344-0303 |                            |

### Bodendenkmäler in der Gemarkung Winzer
| Lage              | Objekt | Akten-Nr.     | Bild |
| ----------------- | --- | ------------- | ---- |
| Winzer (Standort) | Mittelalterlicher Burgstall. | D-2-7244-0118 |      |
| Winzer (Standort) | Untertägige mittelalterliche und neuzeitliche Befunde im Bereich der Burganlage mit zwei Abschnittsgräben, Siedlung der römischen Kaiserzeit.       | D-2-7244-0119 |      |
| Winzer (Standort) | Siedlung des Neolithikums sowie vermutlich der Bronzezeit und des älteren Mittelalters.                                                             | D-2-7244-0120 |      |
| Winzer (Standort) | Verebnete vorgeschichtliche Grabhügel. | D-2-7244-0121 |      |
| Winzer (Standort) | Verebneter vorgeschichtlicher Grabhügel. | D-2-7244-0122 |      |
| Winzer (Standort) | Siedlung der Bronzezeit oder Urnenfelderzeit und der Hallstattzeit.                                                                                 | D-2-7244-0123 |      |
| Winzer (Standort) | Siedlung vor- und frühgeschichtlicher Zeitstellung.                                                                                                 | D-2-7244-0124 |      |
| Winzer (Standort) | Siedlung vor- und frühgeschichtlicher Zeitstellung.                                                                                                 | D-2-7244-0125 |      |
| Winzer (Standort) | Siedlung vor- und frühgeschichtlicher Zeitstellung.                                                                                                 | D-2-7244-0126 |      |
| Winzer (Standort) | Siedlung vor- und frühgeschichtlicher Zeitstellung.                                                                                                 | D-2-7244-0127 |      |
| Winzer (Standort) | Verebnete vorgeschichtliche Grabhügel mit Kreisgräben.                                                                                              | D-2-7244-0128 |      |
| Winzer (Standort) | Siedlung vor- und frühgeschichtlicher Zeitstellung.                                                                                                 | D-2-7244-0129 |      |
| Winzer (Standort) | Vermutlich mittelalterlicher Burgstall. | D-2-7244-0130 |      |
| Winzer (Standort) | Verebneter Abschnittsgraben vor- und frühgeschichtlicher Zeitstellung.                                                                              | D-2-7244-0131 |      |
| Winzer (Standort) | Siedlung vor- und frühgeschichtlicher Zeitstellung.                                                                                                 | D-2-7244-0132 |      |
| Winzer (Standort) | Siedlung vor- und frühgeschichtlicher Zeitstellung.                                                                                                 | D-2-7244-0133 |      |
| Winzer (Standort) | Vermutlich mittelalterliche und neuzeitliche Vorgängerbauten sowie untertägige Teile der katholischen Pfarrkirche St. Georg mit Kirchhof.           | D-2-7244-0172 |      |
| Winzer (Standort) | Untertägige mittelalterliche und neuzeitliche Siedlungsteile im Bereich der historischen Marktsiedlung von Winzer (Ober-, Mittel- und Unterwinzer). | D-2-7244-0173 |      |
| Winzer (Standort) | Untertägige Teile der ehemaligen mittelalterlichen Marktbefestigung von Winzer.                                                                     | D-2-7244-0174 |      |